# Soundtracks (Tony Banks)
Soundtracks, del 1986, è il quarto album del tastierista britannico Tony Banks, il suo secondo di colonne sonore dopo The Wicked Lady (1983)

## Descrizione
Soundtracks raccoglie le musiche scritte da Banks per le colonne sonore di due film: Lorca and the Outlaws (noto anche come: Starship, di Roger Christian, 1984) e Quicksilver (di Thomas Michael Donnelly, 1986).
Per quanto riguarda la parte strumentale, l'intero album è realizzato dal solo Banks mediante sintetizzatori e drum machine. Tre brani sono cantati rispettivamente da Fish, Jim Diamond e Toyah Willcox: ciascuno di loro risulta anche coautore della canzone che interpreta.
In particolare, la canzone Shortcut to Somewhere di Banks e Fish (da: Quicksilver) divenne anche un singolo e un videoclip promozionale con i due per protagonisti, mentre il brano strumentale Lorca – sezione della Redwing Suite che chiude il disco – fu ripreso da Banks nell'album Bankstatement (1989) con l'aggiunta di un testo e con il titolo Queen of Darkness.

## Tracce
Lato A
1. Shortcut to Somewhere (feat. Fish) – 3:39 (Tony Banks, Fish)
2. Smilin' Jack Casey (strumentale) – 3:14 (Banks)
3. Quicksilver Suite (strumentale) – 9:21 (Banks)
4. You Call This Victory (feat. Jim Diamond) – 5:12 (Banks, Diamond)

Lato B
1. Lion of Symmetry (feat. Toyah Willcox) – 7:24 (Banks, Willcox)
2. Redwing Suite (strumentale) – 16:23 (Banks)

Tracce A1, A2 e A3 dal film Quicksilver; tracce A4, B1 e B2 da Lorca and the Outlaws.

## Musicisti
- Tony Banks — sintetizzatori, programmazione drum machine
- Fish — voce (traccia A1)
- Jim Diamond — voce (traccia A4)
- Toyah Willcox — voce (traccia B1)